# Zorzines plumula
Zorzines plumula är en fjärilsart som beskrevs av Druce 1891. Zorzines plumula ingår i släktet Zorzines och familjen nattflyn. Inga underarter finns listade i Catalogue of Life.